# Stanislav Pavlovský
Stanisław Pawłowski z Pawłowic, cz. Stanislav Pavlovský (ur. ok. 1545, zm. 2 czerwca 1598) – szlachcic i duchowny katolicki śląskiego pochodzenia, biskup ołomuniecki w latach 1579–1598.
Urodził się w Pawłowicach na ziemi pszczyńskiej. W 1569 został kanonikiem w Ołomuńcu, studiował w Rzymie w Collegium Germanicum. W 1573 został kanonikiem we Wrocławiu, a w 1575 proboszczem kapituły w Brnie, a w 1577 scholastykiem kapituły ołomunieckiej. Biskupem ołomunieckim został w 1579, w czasach gdy morawska szlachta zdominowana była przez protestantów. W 1581 zakupił frydeckie państwo stanowe wraz z dobrami misteckimi, gdzie usunął luterańskich pastorów. Z powodu protestów szlachty śląskiej w 1584 odsprzedał frydecką część dóbr za 28 000 złotych Bartłomiejowi Bruntalskiemu z Wierzbna. W 1587 uczestniczył w delegacji habsburskiej na sejm elekcyjny w Polsce, jak również w kilku następnych misjach dyplomatycznych do Polski. Zmarł w 1598 roku w Ołomuńcu.